# Буда (приток Инструча)
Буда (устар. нем. Niebudies — Нибудис) — река на территории России, протекает по Гусевскому и Черняховскому районам Калининградской области.

## География и гидрология
Река Буда берёт своё начало у села Ильино из питающего его озера. От Ильина Буда течёт северо-западном направлении через сёла Красногорское, Ясное Поле, далее более 15 км протекает вдали от населённых пунктов, до посёлка Щеглы где в неё впадает правобережный приток река Скардупа.
Буда левобережный приток Инструча, её устье расположено у села Зелёная Долина, в 34 километрах от устья Инструча. Длина Буды — 31 км, площадь водосборного бассейна — 123 км². Высота устья — 11 м над уровнем моря.
Через Буду переброшены ряд мостов — 3 железобетонных и один металлический и несколько деревянных.

## Данные водного реестра
По данным государственного водного реестра России относится к Балтийскому бассейновому округу, водохозяйственный участок реки — Преголя. Относится к речному бассейну реки Неман и рекам бассейна Балтийского моря (российская часть в Калининградской области).
Код объекта в государственном водном реестре — 01010000212104300010015.